# Eric Oswald van Boetzelaer
Eric Oswald baron van Boetzelaer (Arnhem, 8 augustus 1903 - 's-Gravenhage, 23 juli 1991) was een Nederlandse topambtenaar op Buitenlandse Zaken en een belangrijk adviseur van minister Luns. 
Van Boetzelaer promoveerde in 1929 in Leiden op een proefschrift over arbitrage en werkte daarna op de afdeling Volkenbondszaken bij het Indische Gouvernement. Hij was na 1950 diplomaat in Washington en Bonn. Van Boetzelaer had vanaf 1965 drie jaar als secretaris-generaal de ambtelijke leiding van het ministerie van Buitenlandse Zaken.
- Biografisch Portaal: 59198694
- Gemeinsame Normdatei: 112095472X
- International Standard Name Identifier: 0000 0004 9868 5676
- Library of Congress Control Number: no2017126343
- Parlement.com: vg09llzypcqh
- Virtual International Authority File: 2986148149514996930002
- WorldCat: E39PBJwxJKrQXRHWKKM3jjCxXd